# داریا گاوریلووا
 داریا گاوریلووا (انگلیسی: Daria Gavrilova؛ زادهٔ ۵ مارس ۱۹۹۴) یک تنیس‌باز اهل روسیه است.